# A.S.D. Tiger Brolo
Associazione Sportiva Dilettantistica Tiger Brolo là một câu lạc bộ bóng đá Ý, có trụ sở tại Brolo, Sicily.

## Lịch sử

### Thành lập
Câu lạc bộ được thành lập vào năm 2003.

### Serie D
Trong mùa giải 2013-14, đội đã thăng hạng lần đầu tiên, từ Eccellenza Sicily / B đến Serie D.